# Arturo e Zoe
Arturo e Zoe (Nancy) è una striscia a fumetti statunitense ideata nel 1938 da Ernie Bushmiller. È ritenuta un classico del fumetto ed è stata pubblicata su centinaia di testate in tutto il mondo. Nel 1995 fu una delle venti serie a fumetti incluse nella serie commemorativa di francobolli statunitensi Comic Strip Classics. La National Cartoonists Society assegnò a Bushmiller il premio per la migliore serie umoristica nel 1961 e quello come miglior autore nel 1976. La serie divenne un classico delle pagine umoristiche comparendo su oltre 880 testate in tutto il mondo. Sia Andy Warhol ("Nancy", 1961) che Roy Lichtenstein ("Riflessioni su Nancy", 1989) hanno dedicato dipinti a al personaggio di Zoe (Nancy); l'American Heritage Dictionary della lingua inglese utilizzò un'immagine di Nancy per illustrare la definizione di fumetto e nel 2011 Bushmiller è stato inserito nella Hall of Fame Will Eisner Award.

## Trama
La serie fu l'evoluzione di una precedente striscia, Fritzi Ritz, una donna giovane, bella, dinamica, elegante e dotata di spirito di iniziativa; si differenziava fra i personaggi tipici degli anni venti: casalinghe, segretarie o fidanzate. La striscia debuttò sui quotidiani il 9 ottobre 1922 e dopo tre anni passò a Ernie Bushmiller che la proseguì senza molta originalità. Con il passaggio allo United Feature Syndicate nel 1930 la striscia maturò e nel 1933 apparve Nancy (Zoe), bambina di 8 anni, inizialmente nipote della protagonista che lentamente passò in secondo piano finché nel 1935 diventò titolare della serie. Le fu affiancato nel 1938 un coetaneo compagno di giochi e di avventure chiamato Sluggo Smith (Arturo) con berretto, maglietta a righe, toppe al vestito che non ama lo studio, tipico monello delle classi popolari mentre la bambina era la tipica figlia di buona famiglia; erano legati da un rapporto di vago romanticismo infantile complicato e reso insolito dalla differenza sociale. Nancy era protagonista di brevi episodi umoristici, tre o quattro vignette o quanto una tavola domenicale ( in genere quattro strisce). Nancy, Sluggo, Fritzi e pochi altri personaggi di contorno come Poochie, il cane di Nancy, e Irma, amica di Nancy. Sluggo ha un cugino, Marigold, e spesso finisce nei guai insieme a Spike (a volte chiamato Butch), un bullo del quartiere. C'è poi Pee Wee, un bimbo piccolo. Le trame sono raccontate dal punto di vista di un bambino senza mai allontanarsi dall'ambiente domestico, un mondo sicuro e tranquillo senza complessità; le battute erano semplici e immediate.

## Storia editoriale

### Strisce giornaliere e tavole domenicali
Lawrence "Larry" Whittington creò nel 1922 la serie a fumetti Fritzi Ritz che esordì sui quotidiani il 9 ottobre 1922; nel 1925 la serie passò a Ernie Bushmiller che ne reinterpretò il personaggio modellandolo sulla fidanzata. Presto raggiunse un successo maggiore della versione di Whittington e dal 1929 ne realizzò anche una versione in tavole domenicali distribuita dalla United Feature Syndicate. Il successo fu tale che l'attore Harold Lloyd, ammiratore di Fritzi Ritz, gli chiese di scrivergli le gag per il suo film slapstick Movie Crazy del 1931. Bushmiller introdusse altri personaggi,  e nel 1933 introdusse Nancy (in Italia Tittì, Susi e poi Zoe ), che ben presto diventò molto popolare. Cinque anni dopo, il 24 gennaio 1938, fu introdotto Sluggo (Arturo) e dopo cinque mesi, a maggio, Nancy diventò la titolare della striscia giornaliera che pose fine alla giornaliera Fritzi Ritz mentre la serie domenicale continuò fino al 1968. Già da tempo le strisce Fritzi Ritz erano incentrate solo sui personaggi di Nancy e Sluggo con Fritzi che compariva occasionalmente. Nella nuova serie Fritzi continuò a vedersi sporadicamente nei panni della madre adottiva di Nancy (se in principio era la zia). L'impegno spinse Bushmiller ad assumere assistenti, il primo dei quali negli anni trenta fu John Pierotti. Dalla fine degli anni quaranta la domenicale Fritzi Ritz fu realizzata per lo più da Bernard Dibble, Al Plastino, Loy Byrnes (1940), Alan Maver, Frank McLaughlin e George Wildman (anni settanta). Nel 1979 Bushmiller cominciò a soffrire della sindrome di Parkinson e passò le strisce giornaliere a Will Johnson e le tavole domenicali a Al Plastino. Alla morte di Bushmiller nel 1982 la striscia fu continuata da diversi scrittori e disegnatori che operarono radicali cambiamenti grafici ma dal 1995, Guy e Brad Gilchrist riavvicinarono il più possibile la serie allo stile di Bushmiller.

### Comic book
Negli anni quaranta storie inediti furono pubblicate anche nel formato comic book sotto il titolo "Nancy e Sluggo" nella serie Tip Top Comics e Sparkler Comics, pubblicato da Dell Publishing e disegnati fra gli altri da John Stanley e Dan Gormley, che hanno realizzato storie di più lungo respiro. Stanley ha anche aggiunto nuovi personaggi come la bambina Oona Goosepimple e il ricco ragazzo Rollo.

### Edizione estere
La serie divenne un classico delle pagine umoristiche comparendo su oltre 880 testate in tutto il mondo. Sono state realizzate edizioni in italiano (Arturo e Zoe), francese (Arthur et Zoë), tedesco, spagnolo (Periquita), portoghese, finlandese (Ulla), svedese (Lisa och Sloggo), norvegese, filippino e giapponese.

#### Italia
In Italia la serie è nota come Arturo e Zoe ed è stata pubblicata su varie riviste: nel 1945 esordì su Il Pupazzetto, Intrepido, Il Monello, con il nome Tittì sul Corriere dei Piccoli e come Susi sulla Illustrazione dei Ragazzi. L'Editoriale Corno gli dedicò un volume nella collana eureka pocket.

## Impatto culturale
- Nel 1995 fu una delle venti serie a fumetti incluse nella serie commemorativa di francobolli statunitensi Comic Strip Classics[5][6][7][8];
- la National Cartoonists Society assegnò a Bushmiller il premio per la migliore serie umoristica nel 1961 e quello come miglior autore nel 1976;[2][9]
- "Nancy" di Andy Warhol, 1961, dipinto dedicati al personaggio[2];
- "Riflessioni su Nancy" di Roy Lichtenstein, 1989, dipinto dedicato al personaggio[2];
- l'American Heritage Dictionary della lingua inglese utilizzò un'immagine di Nancy per illustrare la definizione di fumetto[2];
- nel 2011 Bushmiller è stato inserito nella Hall of Fame Will Eisner Award[2].

## Altri media
Tra il 1942 e il 1943 Paul Terry realizzò una serie animata senza però riscontrare molto successo.